# Lee Jung-woo
Lee Jung-woo (Masan (Gyeongsangnam-do), 13 december 1984) is een Zuid-Koreaans professioneel tafeltennisser. Hij was in 2005 samen met zijn landgenoot Oh Sang-eun verliezend finalist in de eindstrijd van de ITTF Pro Tour Grand Finals dubbelspel. Met de nationale mannenploeg won hij eveneens zilver in de teamfinales van de wereldkampioenschappen in Bremen 2006 en die in Kanton 2008.
Lee Jung-woo bereikte in juni 2007 zijn hoogste positie op de ITTF-wereldranglijst, toen hij negentiende stond.

## Sportieve loopbaan
Jung-woo maakte zijn debuut in het internationale (senioren)circuit op het Korea Open van 2002, waar hij in het enkelspeltoernooi tot de laatste 64 kwam. Hoewel hij in 2001 al wel de Aziatische jeugdkampioenschappen won, moest hij tot 2005 wachten voor ook zijn eerste seniorentitel binnen was. Toen dat in 2005 gebeurde, bleef het niet bij één toernooizege dat jaar. Naast de enkelspeltitel van het Taipei Open reeg hij samen met landgenoot Oh Sang-eun de zeges in het dubbelspel aan elkaar. Aan de zijde van de dan regerend Olympisch kampioen Ryu Seung-min won hij ook voor het eerst het Pro Tour-toernooi in zijn thuisland.
Een ultieme kroon op Jung-woo's seizoen bleef nét uit. Hij kwalificeerde zich samen met Oh Sang-eun voor de ITTF Pro Tour Grand Finals dubbelspel 2005, waarop ze samen de eindstrijd bereikten. Het Duitse duo Timo Boll/Christian Süß ging hierin echter met het goud aan de haal.
Jung-woo greep ook op zowel de wereldkampioenschappen van 2006 als die van 2008 naast een van de grootste titels in het tafeltennis. In het landentoernooi van het WK '06 bereikte hij namelijk samen met Joo Se-hyuk, Seung-min en Sang-eun voor het eerst in zijn carrière een eindstrijd om een wereldtitel. Deze moest hij niettemin laten aan de ploeg van China, die hem, Se-hyuk en Seung-min twee jaar later opnieuw tot zilver in deze discipline veroordeelde.

## Erelijst
Belangrijkste resultaten:
- Verliezend finalist landentoernooi wereldkampioenschappen 2006 en 2008 (met Zuid-Korea)
- Verliezend finalist gemengd dubbelspel Aziatische Spelen 2006 (met Lee Eun-hee)

ITTF Pro Tour:
Enkelspel:
- Laatste zestien ITTF Pro Tour Grand Finals 2005
- Winnaar Taipei Open 2005
- Verliezend finalist Amerika Open 2005
- Verliezend finalist China Open 2005

Dubbelspel:
- Verliezend finalist ITTF Pro Tour Grand Finals 2005 (met Oh Sang-eun)
- Winnaar Korea Open 2005 (met Ryu Seung-min) en 2007 (met Oh Sang-eun)
- Winnaar Chili Open 2005 (met Oh Sang-eun)
- Winnaar Amerika Open 2005 (met Oh Sang-eun)
- Winnaar Duitsland Open 2005 (met Oh Sang-eun)
- Winnaar Zweden Open 2005 (met Oh Sang-eun)
- Winnaar Qatar Open 2007 (met Cho Eon-rae)
- Verliezend finalist Kroatië Open 2007 (met Cho Eon-rae)
- Verliezend finalist Singapore Open 2008 (met Han Ji-min)